# Diundecylphthalat
Diundecylphthalat ist eine chemische Verbindung aus der Gruppe der Phthalsäureester.

## Gewinnung und Darstellung
Diundecylphthalat kann durch Reaktion von Phthalsäureanhydrid mit Undecanol gewonnen werden.

## Eigenschaften
Diundecylphthalat ist eine brennbare, schwer entzündbare, gelbliche Flüssigkeit mit schwachem Geruch, die praktisch unlöslich in Wasser ist.

## Verwendung
Diundecylphthalat wird als Weichmacher für PVC verwendet.

## Risikobewertung
Diundecylphthalat wurde 2014 von der EU gemäß der Verordnung (EG) Nr. 1907/2006 (REACH) im Rahmen der Stoffbewertung in den fortlaufenden Aktionsplan der Gemeinschaft (CoRAP) aufgenommen. Hierbei werden die Auswirkungen des Stoffs auf die menschliche Gesundheit bzw. die Umwelt neu bewertet und ggf. Folgemaßnahmen eingeleitet. Ursächlich für die Aufnahme von Diundecylphthalat waren die Besorgnisse bezüglich hoher (aggregierter) Tonnage sowie der Gefahren ausgehend von einer möglichen Zuordnung zur Gruppe der CMR-Stoffe. Die Neubewertung fand ab 2014 statt und wurde von Dänemark durchgeführt. Anschließend wurde ein Abschlussbericht veröffentlicht.